# Kouka
Kouka là một tổng thuộc  Banwa (tỉnh) ở phía tây Burkina Faso. Thủ phủ là thị xã Kouka. Theo điều tra dân số năm 1996, tổng này có tổng dân số 53.415 người.

## Các thị xã và làng xã
Các thị xã và làng xã lớn nhất như sau:
- Thị xã Kouka	(10 187 dân) (thủ phủ)
- Bankouma	(3 349 dân)
- Bourawali	(417 dân)
- Diontala	(4 191 dân)
- Fini	(3 009 dân)
- Houna	(3 483 dân)
- Kouelworo	(923 dân)
- Koulakou	(1 454 dân)
- Kouroumani	(2 359 dân)
- Liaba	(541 dân)
- Mahouana	(7 019 dân)
- Mollé	(3 539 dân)
- Saint-Michel	(667 dân)
- Sallé	(2 930 dân)
- Sama	(3 853 dân)
- Sélenkoro	(1 111 dân)
- Siwi	(4 383 dân)